# زموري
زموري هي بلدية ساحلية جزائرية تقع في ولاية بومرداس, و تبعد عن عاصمة الولاية بحوالي 12 كليومتر. وقع فيها زلزال بومرداس الشهير يوم 21 ماي 2003. وتحتوي زموري على أكبر ميدان خيل في شمال إفريقيا وهي تعتبر مدينة سياحية في ولاية بومرداس ويعتبر ميناء زموري البحري من أهم موانئ الولاية حيث تمتاز المدينة بصيد السمك

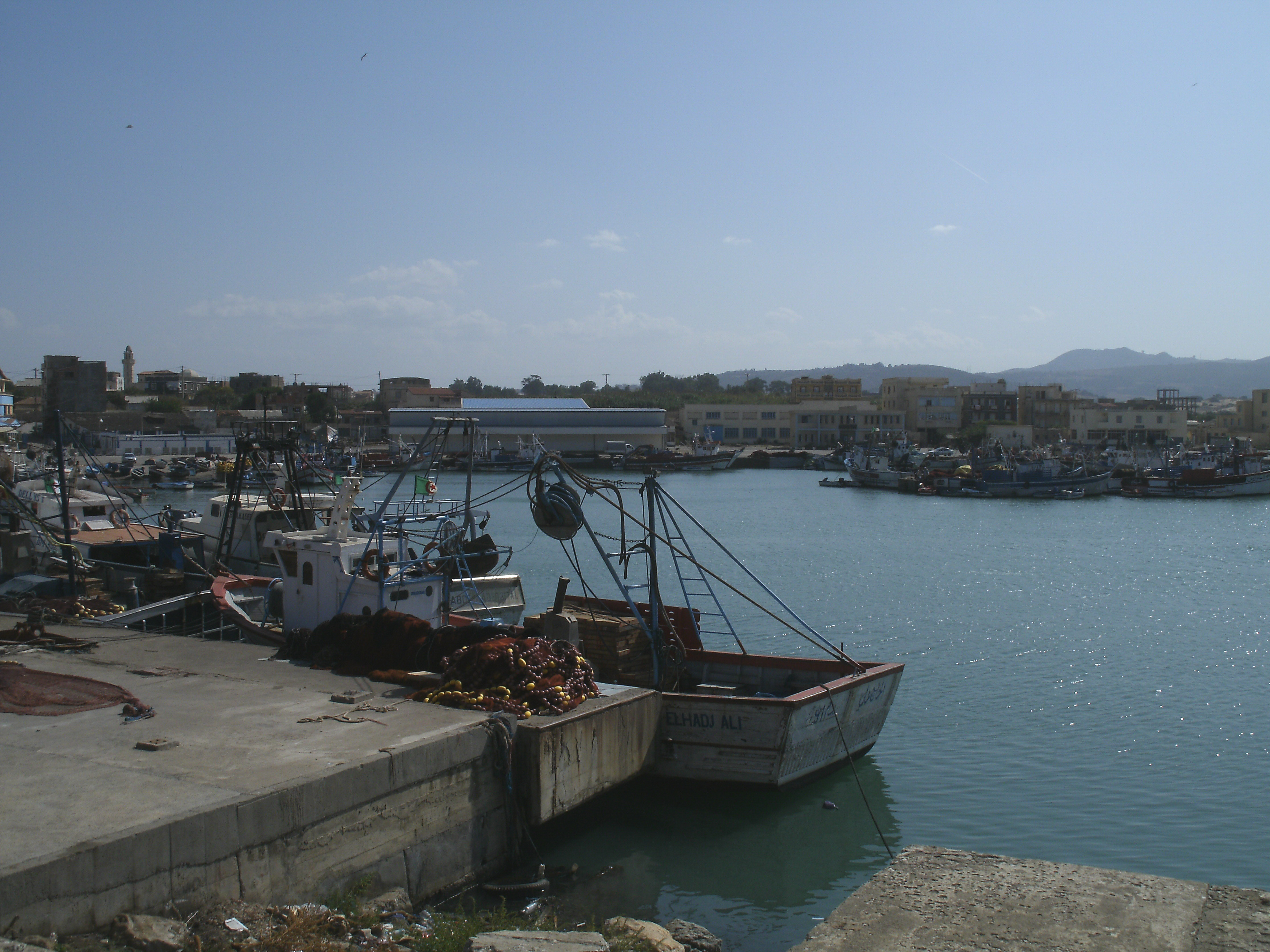

<br

## الملاعب
يضم إقليم هذه البلدية العديد من ملاعب كرة القدم، منها:
1. ملعب زموري (الإحداثيات: 36°47′04″N 3°36′14″E / 36.7844255°N 3.6039506°E)

## أعلام
- علي ريال

## وصلات أخرى

### وصلات داخلية
- تتميز مدينة زموري بكونها تمتلك موقعا استراتيجيا هاما، اقتصاديا هي تطل على البحر الابيض المتوسط فهي بذلك تمتلك ثروة سمكية ضخمة، سياحيا تتميز بكونها قبلة سياحية نظرا لجمالها، زراعيا تمتلك أراض خصبة صالحة للزراعة أشهرها الحمضيات والكروم فهي من المناطق الأولى الغنية بزراعة الكروم والذي ساعد على ذلك هو مناخها مناخ البحر الابيض المتوسط.

تعرضت مدينة زموري سنة 2003 إلى زلزال قوي شدته 6.9 ما سبّب خسائر مادي وبشرية.

### وصلات خارجية
زموري منطقة ساحلية تبعد عن عاصمة الولاية بحوالي 12كم وتضم كل من حي الحاج أحمد والزعاترة وكذلك زموري البحري ودوار بندو وفي لاخير حي بن يونس وتعد زموري من أجمل البلديات في ولاية بومرداس إذ تضم كل من الجانب السياحي والفلاحي والصيد البحري في منطقة غنيية ومؤهلة لتصبح قطبا فعالا ومنتجا في الولاية.
يتميز سكان زموري ببساطتهم وحفاوتهم .

## مواضيع ذات صلة
- بلديات ولاية بومرداس
- دوائر ولاية بومرداس